# Admisie
Admisie, uneori: admisiune este în fizică, procesul prin care un fluid oarecare pătrunde într-o incintă numită de obicei spațiu de admisie, fie prin suprapresiunea fluidului față de presiunea din spațiul de admisie, fie prin depresiunea existentă în acest spațiu. Admisia neîntreruptă a fluidului într-o mașină de forță cu rotor (turbină) se numește admisie continuă, iar admisia care are loc periodic (cu intermitențe) în cilindrul unei mașini de forță cu piston se numește admisie intermitentă. În cadrul termodinamicii motoarelor termice prin admisie se înțelege faza ciclului termodinamic la care are loc un aport de căldură la presiune constantă.